# فرودگاه شهری فولرتن
فرودگاه شهری فولرتن (به انگلیسی: Fullerton Municipal Airport) یک فرودگاه همگانی با کد یاتا FUL است که یک باند فرود آسفالت دارد و طول باند آن ۹۵۱ متر است. این فرودگاه در کشور ایالات متحده آمریکا قرار دارد و در ارتفاع ۲۹٫۳ متری از سطح دریا واقع شده‌است.